# Гута-Валовська
Гута-Валовська (пол. Huta Wałowska) — село в Польщі, у гміні Рава-Мазовецька Равського повіту Лодзинського воєводства.
У 1975-1998 роках село належало до Скерневицького воєводства.